# Centro rurale di ristoro e degustazione

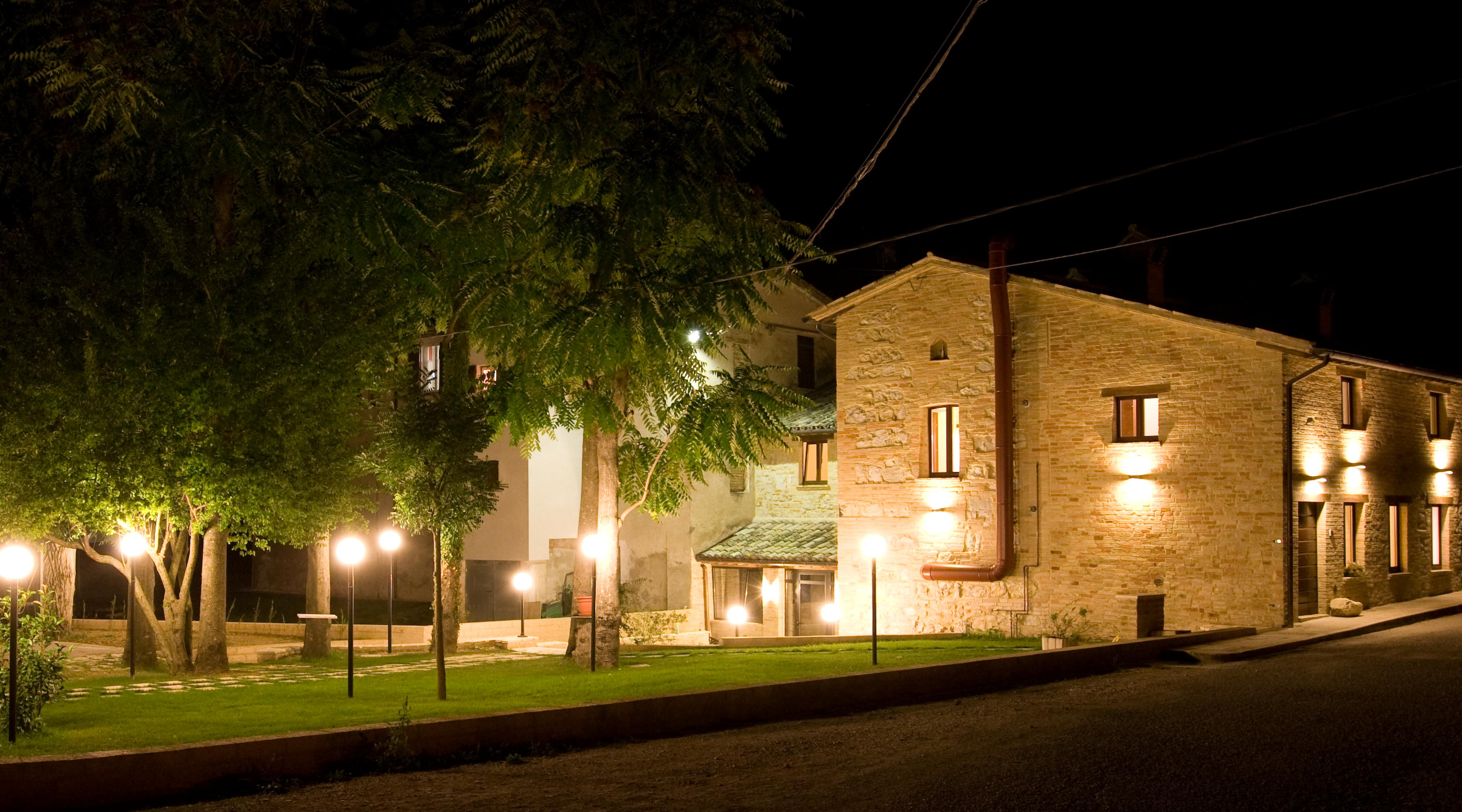
Centro Rurale di Ristoro e Degustazione ricavato da un antico mulino ad acqua nelle Marche

Un Centro Rurale di Ristoro e Degustazione (abbreviato in Degustazione Rurale) è un particolare esercizio di turismo rurale regolato dalla regione Marche.
Queste attività sono insediate nei borghi rurali, in strutture storiche o comunque con caratteristiche proprie della tradizione edilizia locale.
Gli arredi ed i servizi degli immobili e delle strutture debbono ispirarsi alla cultura rurale della zona.
In queste strutture è facile trovare un complesso di attività che possono comprendere ospitalità, ristorazione, attività sportive, del tempo libero e di servizio, finalizzate alla corretta fruizione dei beni naturalistici, ambientali e culturali del territorio rurale.
Inoltre la ristorazione deve basarsi su un'offerta gastronomica tipica della zona, che utilizza come materie prime almeno il 70% dei prodotti locali o tipici acquisiti direttamente presso aziende e cooperative agricole della regione, con preferenza per le produzioni DOP, IGP, STG, DOC, DOCG, IGT, dei prodotti tradizionali di cui al d.m. 350/1999, e dei prodotti biologici.